# Apanteles nkuli
Apanteles nkuli är en stekelart som beskrevs av De Saeger 1941. Apanteles nkuli ingår i släktet Apanteles och familjen bracksteklar. Inga underarter finns listade i Catalogue of Life.